# Баколи
Баколи (итал. Bacoli) је насеље у Италији у округу Напуљ, региону Кампанија.
Према процени из 2011. у насељу је живело 25590 становника. Насеље се налази на надморској висини од 7 м.

## Становништво
Према резултатима пописа становништва 2011. у општини је живело 26.648 становника.
| 1931. | 1936.  | 1951.  | 1961.  | 1971.  | 1981.  | 1991.  | 2001.  | 2011.  |
| ----- | ------ | ------ | ------ | ------ | ------ | ------ | ------ | ------ |
| 9.987 | 10.438 | 15.090 | 17.395 | 20.749 | 23.558 | 26.475 | 26.507 | 26.648 |